# Округ Хаскел (Канзас)
Округ Хаскел (енгл. Haskell County) је округ у америчкој савезној држави Канзас. По попису из 2010. године број становника је 4.256. Седиште округа је град Саблет.

## Демографија
Према попису становништва из 2010. у округу је живело 4.256 становника, што је 51 (1,2%) становника мање него 2000. године.
| Група             | 2000.         | 2010.         |
| Белци             | 3.188 (74,0%) | 3.036 (71,3%) |
| Афроамериканци    | 8 (0,2%)      | 12 (0,3%)     |
| Азијати           | 27 (0,6%)     | 10 (0,2%)     |
| Хиспаноамериканци | 1.015 (23,6%) | 1.149 (27,0%) |
| Укупно            | 4.307         | 4.256         |